# HFC銀行體育場
HFC銀行體育場 (正式名稱為ANZ體育場)是一座位於斐濟蘇瓦的綜合體育場。 
HFC體育場主要用於舉行聯盟式橄欖球、橄欖球和足球比賽，並設有適合舉行國際賽事的跑道和球場。它有可容納4,000名觀眾的看台，以及可容納15,000人的混凝土和草地堤岸。